# 김용현 (희극인)
김용현(1983년 9월 30일 ~ )은 대한민국의 희극 배우이다.

## 출연작

### 방송
- 웃찾사 (SBS)